# Eutoea melanops
Eutoea melanops är en fjärilsart som beskrevs av Max Joseph Bastelberger 1909. Eutoea melanops ingår i släktet Eutoea och familjen mätare. Inga underarter finns listade i Catalogue of Life.